# Монитор (устройство)

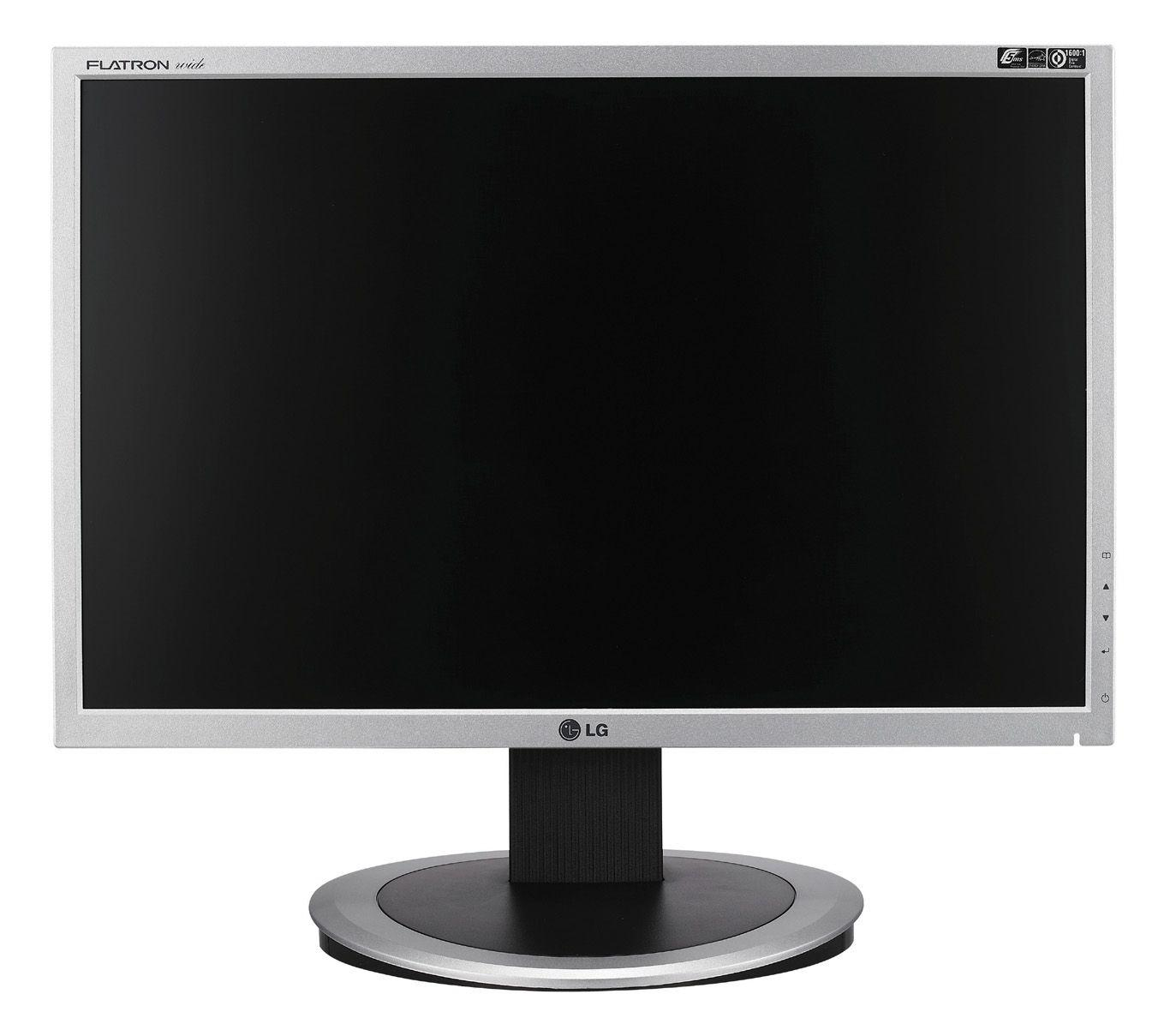
Жидкокристаллический компьютерный монитор

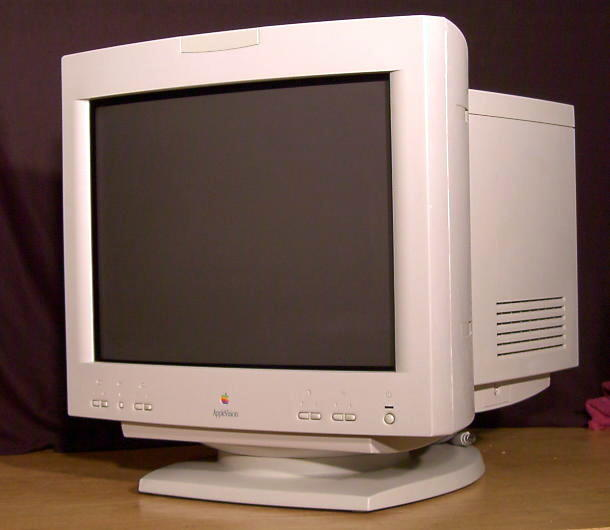
Компьютерный монитор с кинескопом

Монитор — устройство оперативной визуальной связи пользователя с управляющим устройством и отображением данных, передаваемых с клавиатуры, мыши или центрального процессора. Принципиальное отличие от телевизора заключается в отсутствии встроенного тюнера, предназначенного для приёма высокочастотных сигналов эфирного (наземного) телевещания и декодера сигналов изображения. Кроме того, в большинстве мониторов отсутствует звуковоспроизводящий тракт и громкоговорители, хотя некоторые современные модели имеют не только акустическую систему, но и встроенную веб-камеру.
Современный монитор состоит из экрана (дисплея), блока питания, плат управления и корпуса. Информация для отображения на мониторе поступает с электронного устройства, формирующего видеосигнал (в компьютере — видеокарта или графическое ядро процессора). В качестве мониторов могут применяться также и телевизоры, большинство моделей которых уже с 1980-х годов оснащаются низкочастотными входами: сначала — сигналов RGB, позже — VGA, а последнее поколение — HDMI и DisplayPort. Все ранние домашние и некоторые профессиональные компьютеры были рассчитаны именно на использование телевизора в качестве монитора. Стандарты разложения первых видеоадаптеров (MDA, CGA) также совпадали с телевизионными.

## Области применения

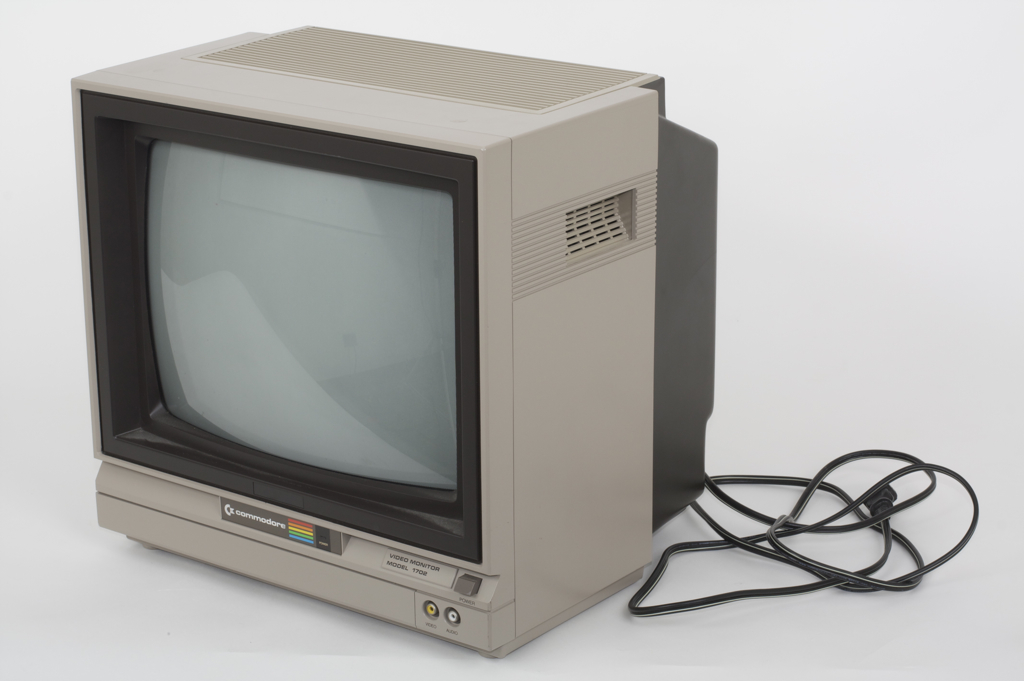
Видеомонитор «Commodore»

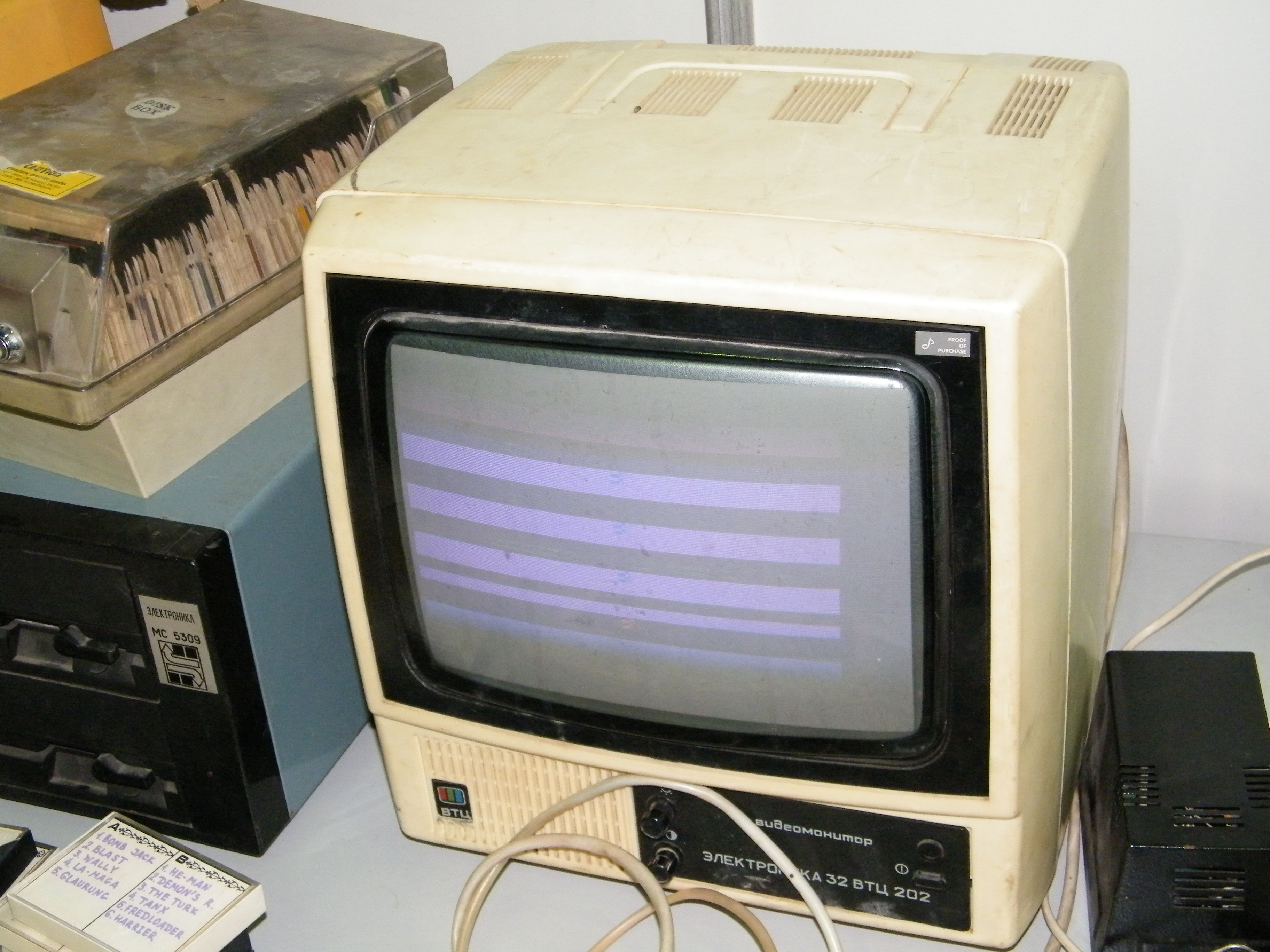
Видеомонитор «Электроника 32ВТЦ-202», СССР, 1980-е годы

Мониторы, предназначенные для наблюдения и (или) контроля телевизионного изображения, называются видеомониторами. Такие устройства, применяемые на разных стадиях телевизионного производства, отличаются от телевизора отсутствием тюнера. Кроме того, профессиональные видеомониторы отображают телевизионный растр полностью в режиме Underscan для возможности полноценного контроля кадрировки. К точности цветопередачи видеомониторов предъявляются повышенные требования для использования в качестве эталона. Профессиональные видеомониторы часто выполняются в корпусе, приспособленном для установки в стандартную стойку, чаще всего 19-дюймовую.
Монитор, предназначенный для вывода информации компьютера, выполняет функцию дисплея и отличается от видеомонитора стандартом разложения, не совпадающим с телевизионными. Как правило, компьютерные дисплеи, в том числе с кинескопом, обладают более высокой строчной и кадровой частотой и чёткостью, чем видеомониторы для стандартного телевидения. Это продиктовано условиями продолжительного наблюдения изображения с близкого расстояния. Кроме того, видеовходы компьютерных мониторов выполняются по компонентному, а не композитному принципу.

## История
Ранние электронные компьютеры были оснащены панелью лампочек, где состояние каждой определённой лампочки указывало на состояние включения / выключения определенного регистрационного бита внутри компьютера. Это позволило инженерам, управляющим компьютером, контролировать (to monitor — выполнять мониторинг, мониторить) внутреннее состояние машины, поэтому эта панель индикаторов стала известна как «монитор».
Поскольку ранние мониторы (панели лампочек) были способны отображать только очень ограниченный объем информации, которая быстро менялась, они редко рассматривались для вывода программы. Вместо этого линейный принтер был основным устройством вывода, в то время как монитор (панели лампочек) ограничивался отслеживанием работы программы (состояниями включения / выключения определенного регистрационного бита).
По мере того, как инженеры-разработчики осознавали, что вывод ЭЛТ-дисплея был бы более гибким, чем панель лампочек, а относительно принтера в конечном итоге, давал бы контроль над содержимым регистров (переменных), что отображались в самой программе, монитор (уже как экран-дисплей) стал мощным устройством вывода сам по себе.

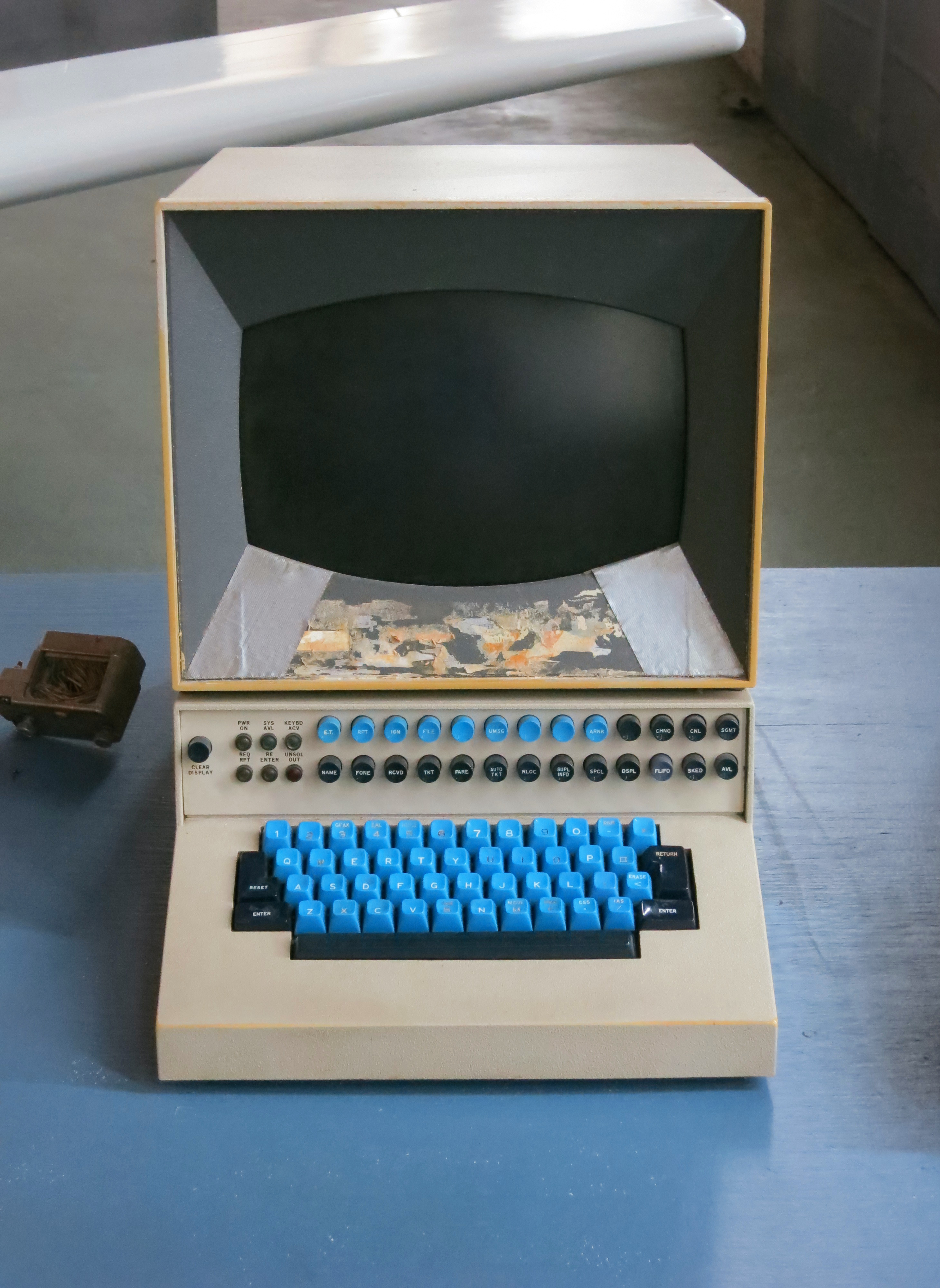
Видеотерминал IBM 2260 с панелью Airline reservations system

Одним из первых компьютерных терминалов для мейнфреймов, оснащённым экраном на электронно-лучевой трубке, а не печатающим устройством, был IBM 2260, выпускавшийся с 1965 по 1971 год.
Компьютерные мониторы ранее назывались блоками визуального отображения (VDU — visual display units), но этот термин в основном вышел из употребления в 1990-х годах.

## Классификация компьютерных мониторов

### По виду выводимой информации
- алфавитно-цифровые:
  - дисплеи, отображающие только алфавитно-цифровую информацию;
  - дисплеи, отображающие псевдографические символы;
  - интеллектуальные дисплеи, обладающие редакторскими возможностями и осуществляющие предварительную обработку данных;
- графические, для вывода текстовой и графической (в том числе видео-) информации:[2]
  - векторные (vector-scan display);
  - растровые (raster-scan display) — используются практически в каждой графической подсистеме PC; IBM назвала этот тип отображения информации (начиная с CGA) отображением с адресацией всех точек (All-Points-Addressable, APA), — в настоящее время[когда?] дисплеи такого типа обычно называют растровыми (графическими)[2], поскольку каждому элементу изображения на экране соответствует один или несколько бит в видеопамяти.

### По способу вывода информации
- Растровый (алфавитно-цифровая и графическая информация)
- Векторный (вырисовывание лучом каждого символа)
- Знакопечатающая ЭЛТ (формирование проходом луча через трафарет с символами)

### По типу экрана
- ЭЛТ — на основе электронно-лучевой трубки (англ. cathode ray tube, CRT).
- ЖК — жидкокристаллические мониторы (англ. liquid crystal display, LCD).
- Плазменный — на основе плазменной панели (англ. plasma display panel, PDP, gas-plazma display panel).
- LED-монитор — на технологии LED (англ. light-emitting diode — светоизлучающий диод). Не путать с LED-подсветкой ЖК-мониторов.
- OLED-монитор — на технологии OLED (англ. organic light-emitting diode — органический светоизлучающий диод).
- QLED-мониторы (QD-LED) — на основе квантовых точек и ЖК-кристаллов.
- Пластиковые (англ. Light Emitting Polymer, LEP) — на основе светоизлучающего пластика.
- Виртуальный ретинальный дисплей (анг. Virtual Retinal Display, VRD) — технология устройств вывода, формирующая изображение непосредственно на сетчатке глаза, например электронные очки Google Glass. Не путать с экраном Retina в устройствах Apple.
- Проекционные (лазерные (LPD)) — на основе лазерной панели (пока только внедряется в производство).
- Проецируемые — видеопроектор и экран, размещённые отдельно или объединённые в одном корпусе (как вариант — через зеркало или систему зеркал); и проекционный телевизор.

### По размерности отображения
- двумерный (2D) — одно изображение для обоих глаз;
- трёхмерный (3D) — для каждого глаза формируется отдельное изображение для получения эффекта объёма.

### По типу видеоадаптера
- MDA
- HGC
- CGA
- EGA
- VGA/SVGA

### По типу интерфейсного кабеля
- композитный
- компонентный
- VGA (D-Sub)
- DVI
- USB
- HDMI
- DisplayPort
- S-Video
- Thunderbolt

### По количеству отображаемых цветов
- черно-белые (монохромные)
- цветные с фиксированным набором цветов (CGA, EGA)
- цветные с неограниченным количеством цветов (аналоговые VGA)

### По виду управляющего видеосигнала
- аналоговые
- цифровые

## Основные параметры
- Максимальная яркость — измеряется в канделах на квадратный метр (также называемые нит)
- Максимальный контраст — соотношение яркости самого светлого оттенка (белый) и самого тёмного (чёрный), которые монитор отображает одновременно. Например, соотношение 20000:1 означает, что яркость белого в 20000 раз выше, чем яркость чёрного.
- Соотношение сторон экрана — стандартный (4:3), широкоформатный (16:9, 16:10) или другое соотношение (например, 5:4).
- Размер экрана — определяется длиной диагонали, чаще всего в дюймах.

| Диагональ, " | Разрешение | Обозначение | Формат | Пикселей на дюйм, (PPI) | Размер пикселя, мм |
| ------------ | ---------- | ----------- | ------ | ----------------------- | ------------------ |
| 15,0         | 1024×768   | XGA         | 4:3    | 85,5                    | 0,297              |
| 17,0         | 1280×1024  | SXGA        | 5:4    | 96,2                    | 0,264              |
| 17,0         | 1440x900   | WXGA+       | 16:10  | 99,6                    | 0,255              |
| 19,0         | 1280×1024  | SXGA        | 5:4    | 86,3                    | 0,294              |
| 19,0         | 1440×900   | WXGA+       | 16:10  | 89,4                    | 0,284              |
| 20,1         | 1400×1050  | SXGA+       | 4:3    | 87,1                    | 0,291              |
| 20,1         | 1680×1050  | WSXGA+      | 16:10  | 98,4                    | 0,258              |
| 20,1         | 1600×1200  | UXGA        | 4:3    | 99,6                    | 0,255              |
| 20,8         | 2048×1536  | QXGA        | 4:3    | 122,7                   | 0,207              |
| 21,0         | 1680×1050  | WSXGA+      | 16:10  | 94,3                    | 0,270              |
| 21,3         | 1600×1200  | UXGA        | 4:3    | 94,0                    | 0,270              |
| 22,0         | 1680×1050  | WSXGA+      | 16:10  | 90,1                    | 0,282              |
| 22,2         | 3840×2400  | WQUXGA      | 16:10  | 204,0                   | 0,1245             |
| 23,0         | 1920×1200  | WUXGA       | 16:10  | 98,4                    | 0,258              |
| 24,0         | 1920×1200  | WUXGA       | 16:10  | 94,3                    | 0,269              |
| 25,5         | 1920×1200  | WUXGA       | 16:10  | 87,1                    | 0,2865             |
| 27,0         | 1920×1200  | WUXGA       | 16:10  | 83,9                    | 0,303              |
| 30,0         | 2560×1600  | WQXGA       | 16:10  | 101,0                   | 0,251              |

- Разрешение — число пикселей по горизонтали и вертикали.
- Глубина цвета — количество бит на кодирование одного пикселя (от монохромного до 32-битного). Мониторы с 10 битами на канал показывают больше оттенков цвета (40 бит на все три канала, около миллиарда оттенков цвета), чем те, что показывают лишь 8 бит на канал (32 бит на все три канала, около 16,8 млн оттенков цвета).
- Размер зерна или пикселя.
- Цветовое пространство — измеряется в координатах цветового пространства CIE 1931. Наиболее широко известны два стандарта: sRGB и Adobe RGB.
- Частота обновления экрана (Гц), тесно связано с временем отклика пикселей. Теоретическая пиковая частота ЭЛТ мониторов достигает свыше 1кГц.
- Время отклика пикселей (не для всех типов мониторов).
- Угол обзора.

## Подключение
Персональные компьютеры обычно работают с одним монитором (серверы — вообще не требуют монитора), однако существуют видеоадаптеры, позволяющие подключить более одного монитора к одному ПК, к тому же обычно в ПК можно установить более одного видеоадаптера. Большинство современных ноутбуков помимо собственного LCD-дисплея обладают разъёмом для подключения внешнего монитора или проектора, который позволяет расширить рабочее пространство или дублировать изображение с LCD-дисплея.
Для подключения более одного монитора существуют такие разработки, как Xinerama, ATI Eyefinity.